# Martin Jennings
Martin Jennings, né le 31 juillet 1957, est un sculpteur britannique de l'école figurative, membre de la Royal Society of Sculptors.

## Biographie
Après ses études de lettres à l’université d’Oxford de 1976 à 1979, Martin Jennings suit à Londres un cours de lettrage. De 1980 à 1983, il continue sa formation en lettrage d'art auprès du sculpteur Richard Kindersley. 
Martin Jennings vit et travaille à Oxford. Il appartient à la Royal Society of Sculptors. 

## Œuvres
Ancré dans la tradition figurative, Martin Jennings travaille le bronze et la pierre. Il s'est spécialisé dans les portraits en pied de personnalités célèbres. Ses sculptures sont souvent exposées en plein air, à Londres ou dans d'autres villes, et dans différents musées, dont la National Portrait Gallery, qui conserve trois de ses œuvres : Edward Heath, Philip Pullman et Thomas Henry Bingham.
L'un de ses monuments célèbre la mémoire du pionnier de la chirurgie plastique, Archibald McIndoe. Il a été inauguré à East Grinstead en juin 2014. Le propre père de l'artiste, Michael Jennings, un commandant de char grièvement blessé près d’Eindhoven en 1944, a été traité pour des brûlures par l’équipe de McIndoe. Le monument représente un aviateur assis, les mains brûlées, le visage marqué de cicatrices : debout derrière lui, posant des mains rassurantes sur ses épaules, se tient le chirurgien. 
Sa statue de John Betjeman à la gare de Saint-Pancras est dévoilée en 2007 ; celle de Philip Larkin, à la gare de Hull Paragon Interchange, est présentée en 2010. Celle de Mary Seacole (2016), infirmière pendant la guerre de Crimée,  est l’une de ses œuvres les plus monumentales ; elle se dresse dans l’enceinte de l’hôpital de Saint-Thomas, au centre de Londres, en regardant par-dessus la Tamise vers le palais de Westminster. En 2017, ses Women of Steel lui valent le prix Marsh de la Public Monuments and Sculpture Association. Cette œuvre rend hommage aux femmes qui ont travaillé dans l’industrie de l'armement pendant la Première et la Seconde Guerre mondiales. Elle se trouve en face de l’hôtel de ville de Sheffield.
Un an plus tard, sa statue de George Orwell lui permet de remporter le prix Marsh pour la seconde fois ; elle est située devant le siège de la BBC depuis novembre 2017. Derrière l'écrivain, l'inscription sur le mur cite son avant-propos dans La Ferme des animaux (1945) : « Si la liberté a un sens, elle signifie le droit de dire aux autres ce qu'ils n'ont pas envie d'entendre. »

## Galerie

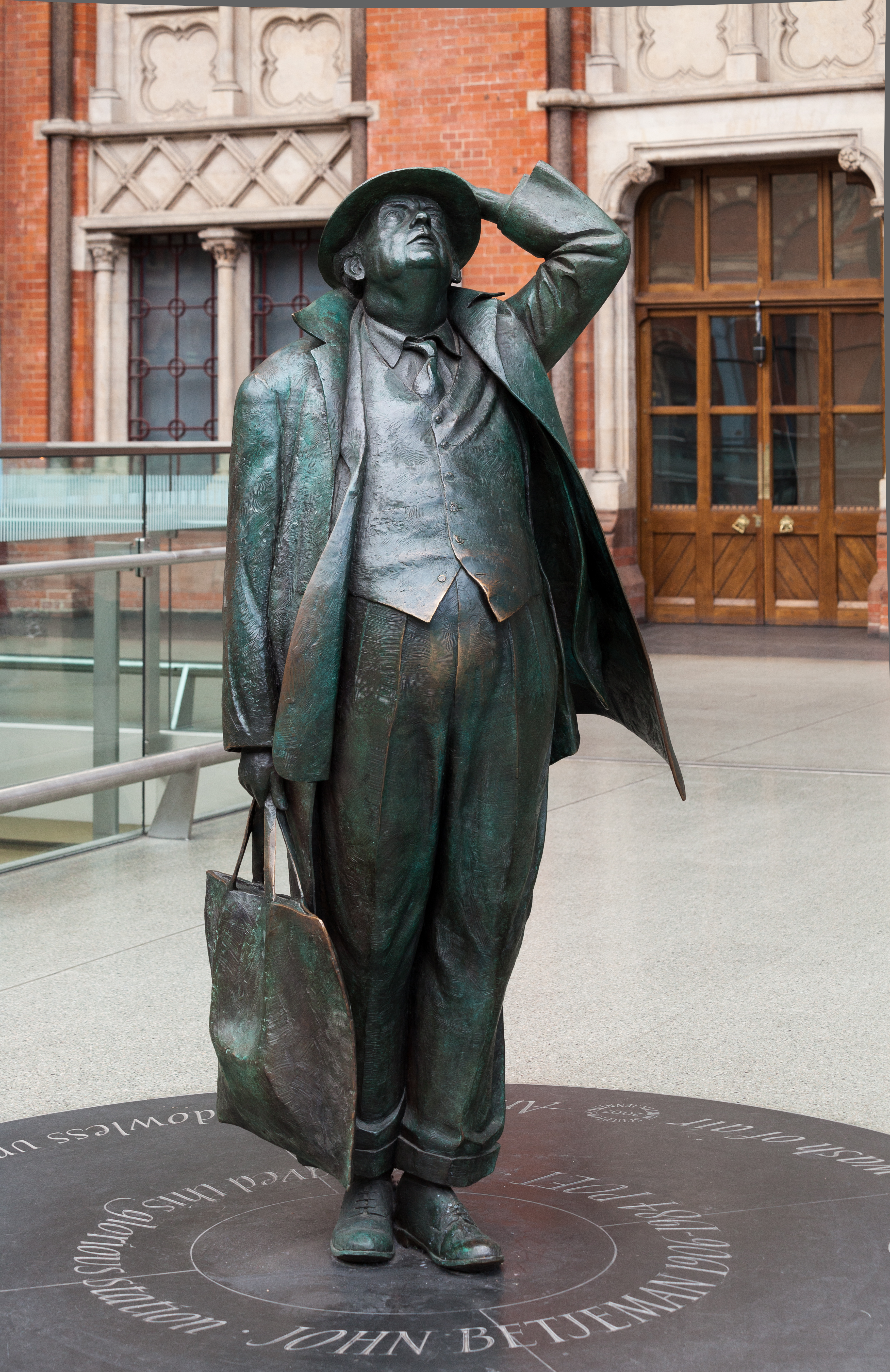
John Betjeman (2007)
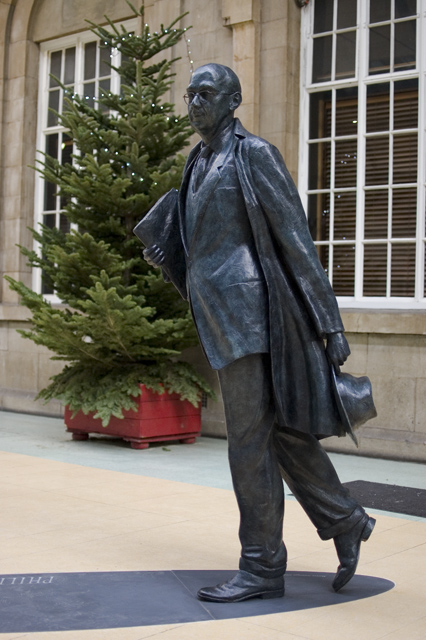
Philip Larkin (2010)
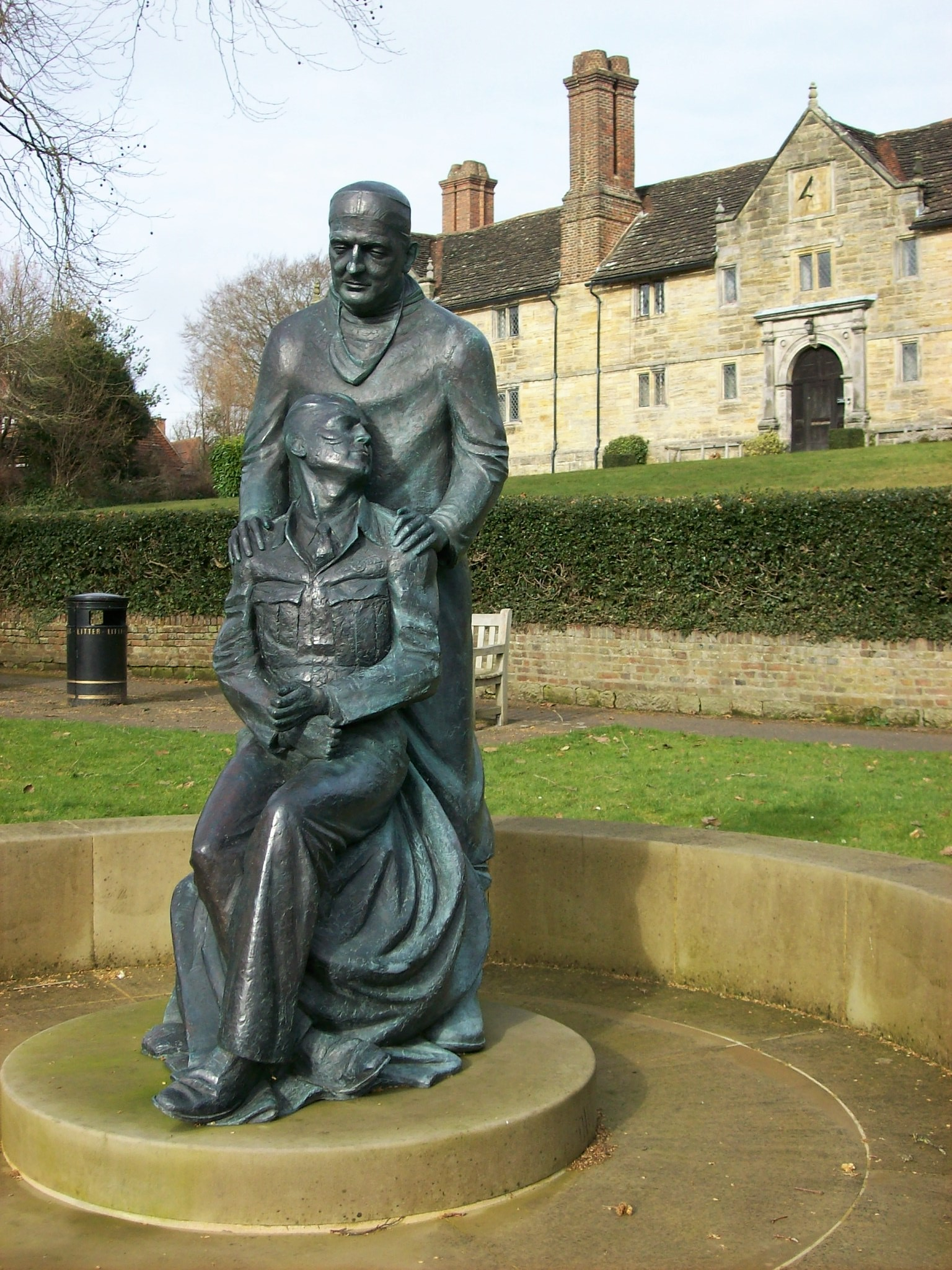
Archibald McIndoe (2014)
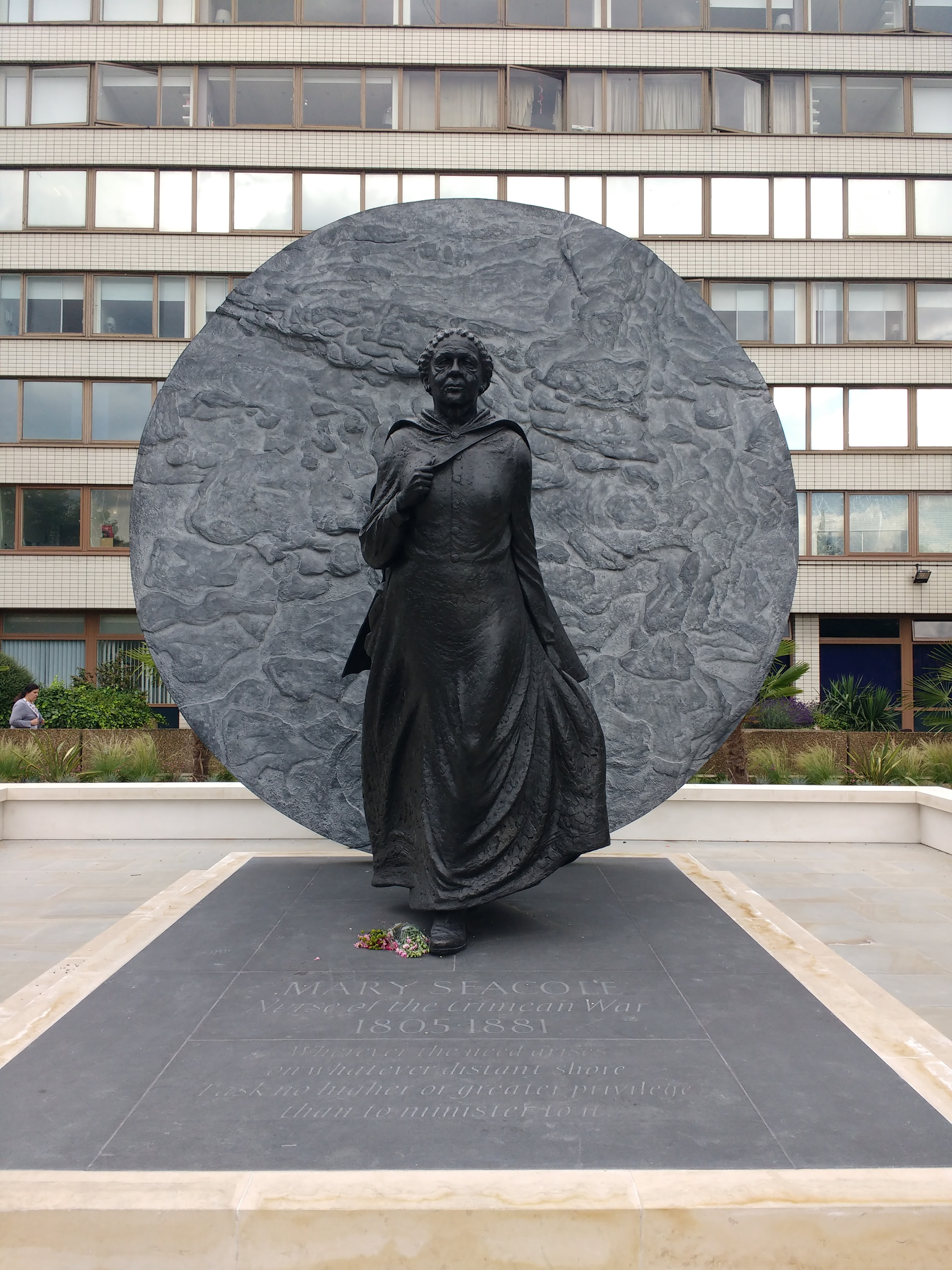
Mary Seacole (2016)
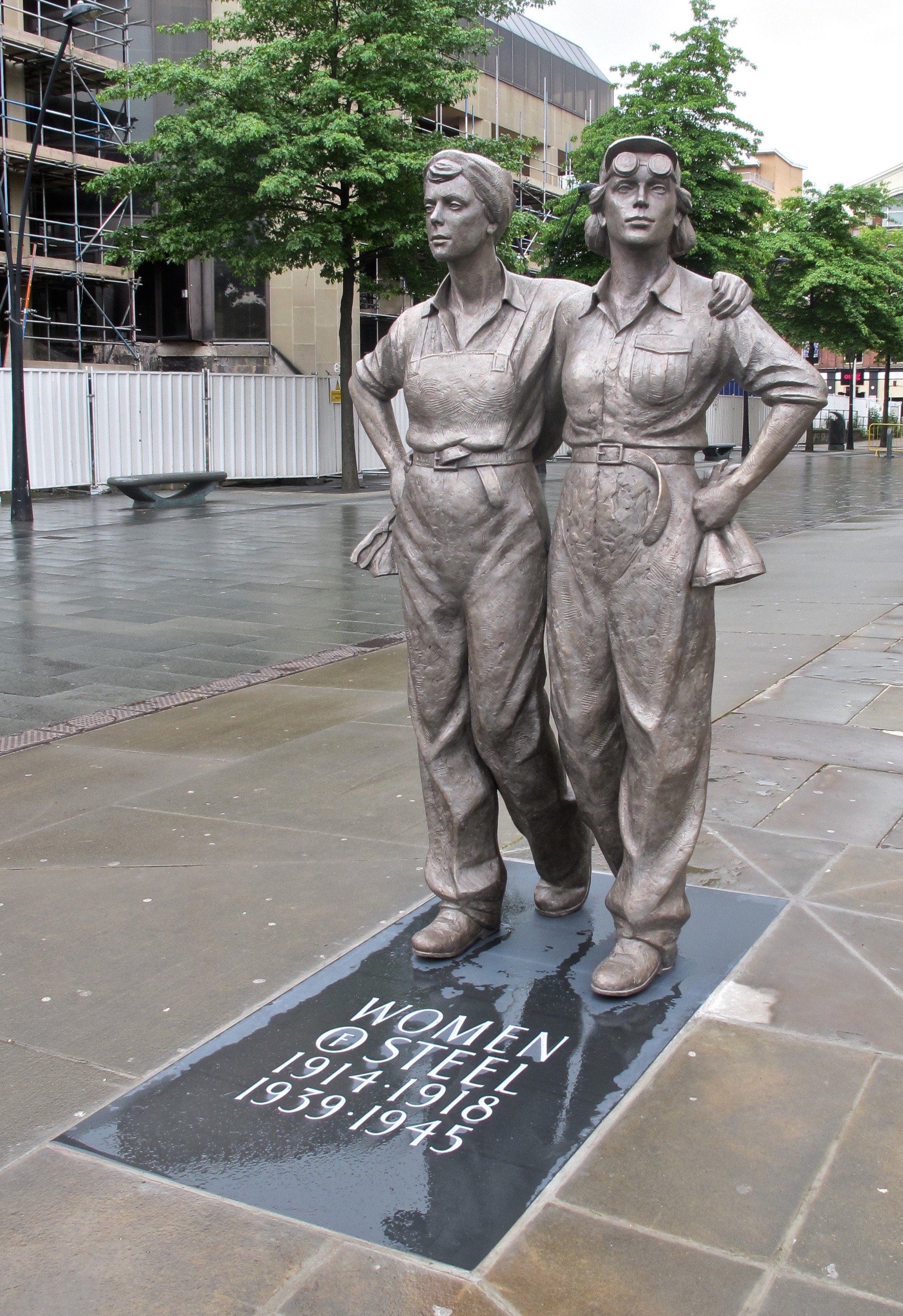
Women of Steel (2017)
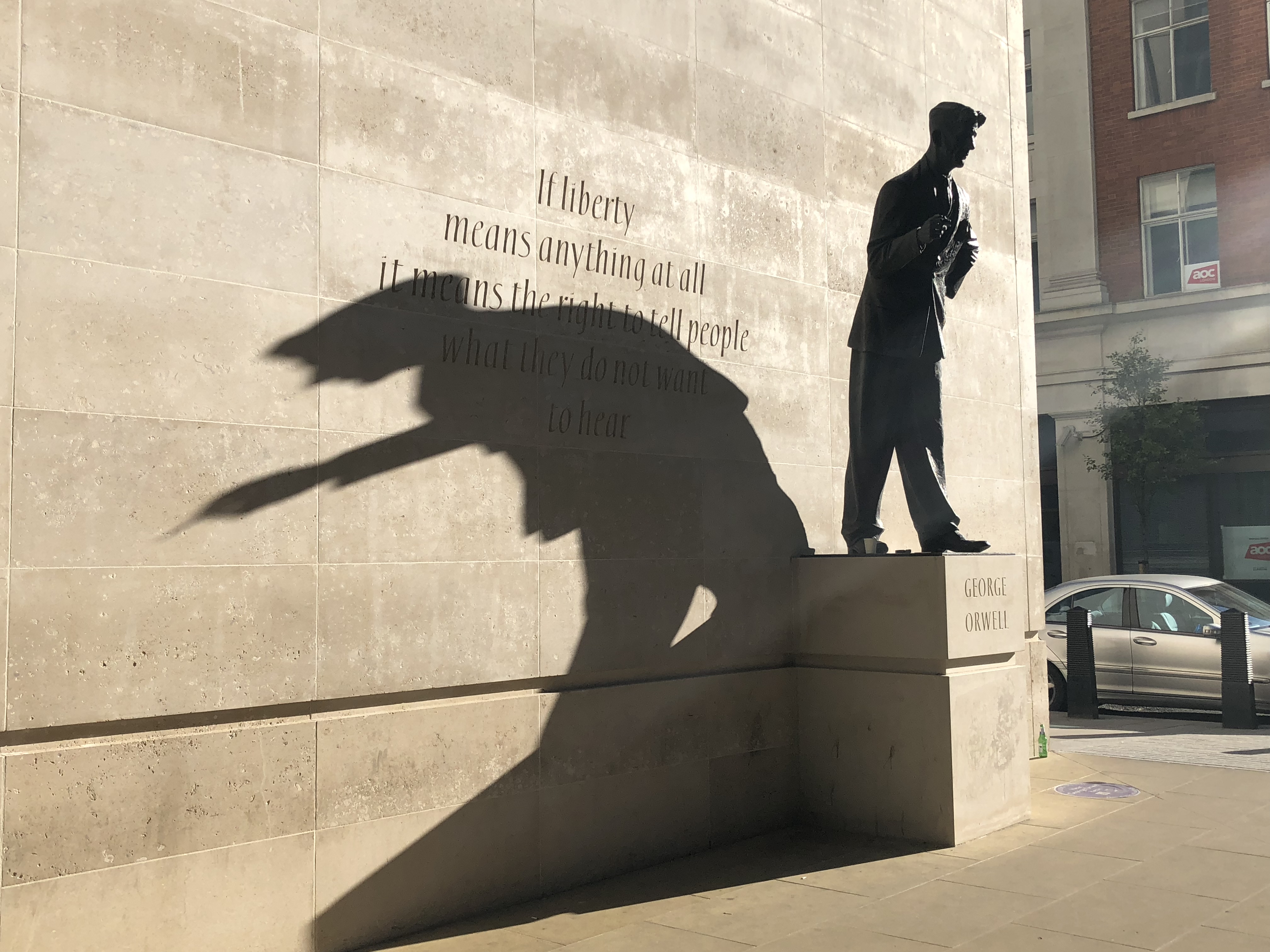
George Orwell (2017)